# Studenec (powiat Lewocza)
Studenec – słowacka wieś i gmina (obec) w powiecie Lewocza w kraju preszowskim.
Pierwsze wzmianki o wsi pochodzą z 1264 roku.
Centrum wsi leży na wysokości 460 m n.p.m. Gmina zajmuje powierzchnię 8,303 km². W 2011 roku zamieszkiwało ją 490 osób.